# Emmanuelle 4.
Az Emmanuelle 4. vagy Emmanuelle IV egy 1984-ben bemutatott színes francia erotikus (gyakran szoftpornónak besorolt) mozifilm, az Emmanuelle-sorozat negyedik darabja, Francis Leroi rendezésében, Sylvia Kristel, Mia Nygren és Patrick Bauchau főszereplésével, Emmanuelle Arsan thai-francia írónő regényei alapján.

## Cselekmény
A harmincas éveiben járó Sylvia (Sylvia Kristel) belefárad viharos kapcsolatába, melyet szeretőjével, Marc-kal (Patrick Bauchau) folytat. Egy Los Angeles-i party után végleg úgy dönt, véget vet viszonyuknak, elhagyja a féltékeny Marcot. Brazíliába utazik, egy São Pauló-i speciális klinikán plasztikai műtéteknek veti alá magát, hogy Marc soha többé ne találja meg, ne ismerje fel. Egy teljesen megfiatalított, húszéves szűzlány testével, új névvel újjászületett Emmanuelle (Mia Nygren) a pszichiáternőjével, Donával (Deborah Power) együtt Rio de Janeiróba utazik, ahol új szeretőkkel (köztük Donával is) új érzéki, olykor durva szexuális viszonyok sorozatába veti bele magát, hogy elveszítse ártatlanságát és elfelejtse korábbi életét. A kicsapongó élet nem teszi boldoggá, végül ismét visszatér régi szeretőjéhez, Marc-hoz, aki Emmanuelle-ben nem ismeri fel Sylviát, és új szerelmi viszonyba kezd vele.

## Szereposztás
| Szerep              | Színész            | Magyar hangja (1. szinkron) |
| ------------------- | ------------------ | --------------------------- |
| Sylvia (Emmanuelle) | Sylvia Kristel     | Orosz Anna                  |
| Emmanuelle          | Mia Nygren         | Németh Borbála              |
| Marc                | Patrick Bauchau    | Kőszegi Ákos                |
| Dona                | Deborah Power      | Németh Kriszta              |
| Maria               | Sophie Berger      | Roatis Andrea               |
| Rodrigo             | Gérard Dimiglio    | Seder Gábor                 |
| Suzanna             | Sonja Martin       | Árkosi Kati                 |
| Dr. Santano         | Christian Marquand | Uri István                  |
| Oswaldo             | Fabrice Luchini    | ?                           |

## Érdekességek
- Az 1984-es film plakátja Mia Nygrent, az „új Emmanuelle”-t ugyanabban a hajlított bambusz-fotelben ábrázolja,[3] amelyben elődje, Sylvia Kristel látható az első Emmanuelle-film 1974-es plakátján.
- Ez volt Mia Nygren svéd fotomodell első filmes szerepe. Arca, testalkata, mozgása erősen emlékeztetett a fiatal Sylvia Kristelre, Nygren mégsem tudta őt „felülírni”. A következő, 1987-es Emmanuelle 5. film rendezője, Walerian Borowczyk nem Nygrent, hanem a tőle teljesen eltérő karakterű amerikai Monique Gabrielle-t választotta címszereplőnek.
- A „hivatalos” Emmanuelle mozifilmek között ez volt az első, amely túllépte a finom erotika határait, nyílt pornográf jeleneteket és egy zoofíliás jelenetet is tartalmazott. Vágatlan változata csak kábeltelevíziós, ill. DVD-forgalmazásban terjedt.

## Fogadtatás
Mind a közönség, mind a kritika hűvösen fogadta. A cselekményt hiányolták, a szex és a meztelenség teljes öncélúságát észrevételezték. Egy vélemény szerint „a történet kéjutazás Brazíliába, ahol a nők látványát árulják a voyeuröknek (leskelődőknek).”

## További információ
- Emmanuelle 4. a PORT.hu-n (magyarul)
- Emmanuelle 4. az Internetes Szinkronadatbázisban (magyarul)
- Emmanuelle 4. az Internet Movie Database-ben (angolul)
- Emmanuelle 4. a Rotten Tomatoeson (angolul)
- Emmanuelle 4. a Box Office Mojón (angolul)
- Emmanuelle 4 Film (1984) (francia nyelven). Allociné.fr